# Sant'Antonio di Gallura
Sant'Antonio di Gallura é uma comuna italiana da região da Sardenha, província de Sassari, com cerca de 1.626 habitantes. Estende-se por uma área de 81 km², tendo uma densidade populacional de 20 hab/km². Faz fronteira com Arzachena, Calangianus, Luras, Ólbia, Telti.

## Demografia
| Variação demográfica do município entre 1861 e 2011                               |
|                                                                                   |
| Fonte: Istituto Nazionale di Statistica (ISTAT) - Elaboração gráfica da Wikipedia |